# Завод имени Ермана (остановочный пункт)
Заво́д и́мени Е́рмана — остановочный пункт Волгоградского региона Приволжской железной дороги, расположенный в 14 километрах от станции Волгоград-I. Находится в Кировском районе Волгограда.
Расположена на участке Волгоград II — Котельниково. Названа в честь одноимённого завода.

## История
Станция была установлена рядом с крупным заводом имени Якова Ермана, принадлежавшим ОАО «Волгоградмебель» на улице Никитина в 1970 году. Была электрифицирована постоянным током, но позже была переведена на переменный ток напряжением 25 кВ. 
В 2008 году Дорожной дирекцией было выделено более 8 миллиона рублей на капитальный ремонт 8 посадочных платформ: Заканальной, Красноармейской, Завода имени Петрова, Обувной фабрики, Горной поляны, Имени Николая Руднева, Судоверфи и Завода имени Ермана. Позже, вклад стал более 26 миллионов. В 2016 году на Судоверфи и имени Ермана были отремонтированы пассажирские павильоны. 
В 2018 году вдоль железнодорожного полотна были подожжены камыши, из-за чего на заводе, уже завершившем свое производство мебели, произошёл сильный пожар. Ущерб, нанесенный станции не упоминается.